# 比通托主教座堂

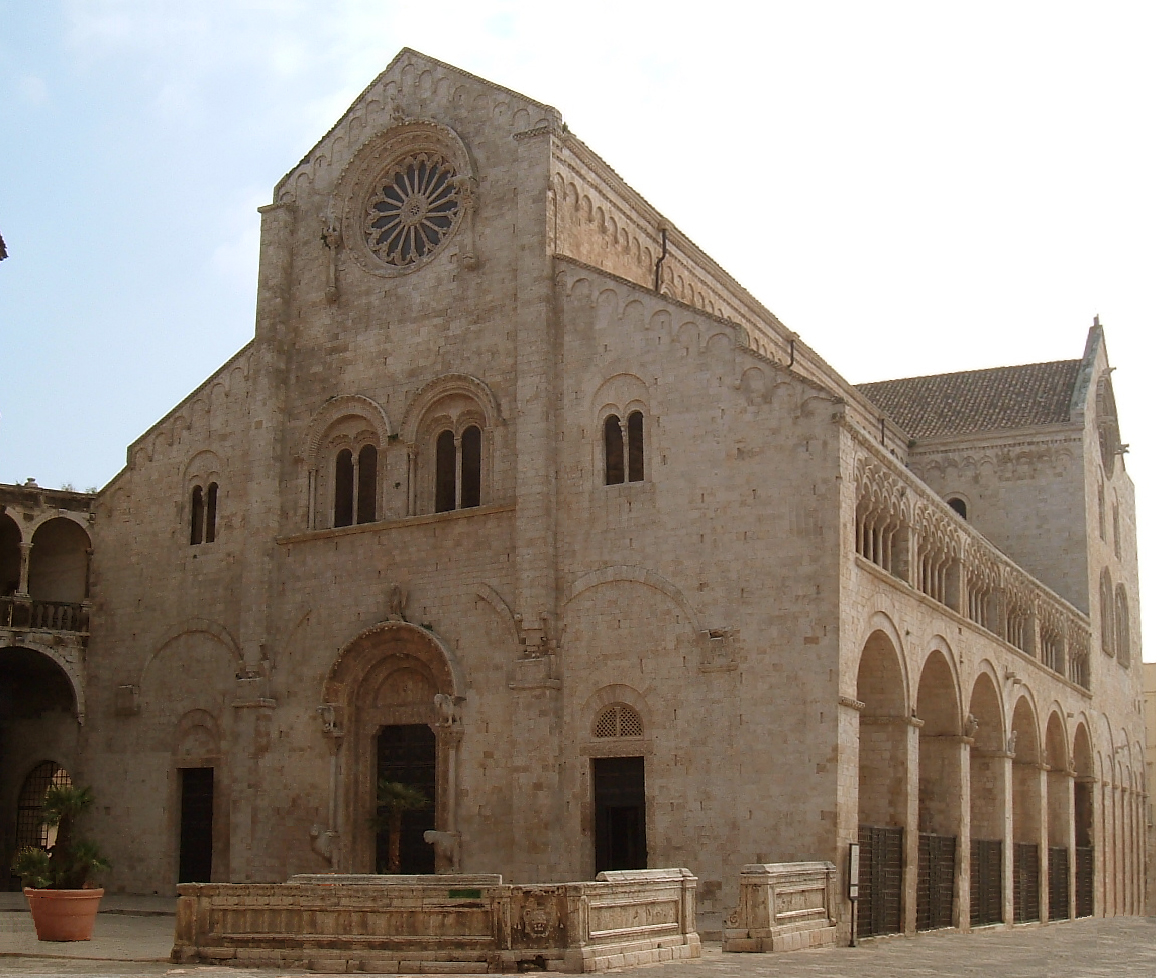
比通托主教座堂

比通托主教座堂（義大利語：Cattedrale di Bitonto）是位於義大利巴里省比通托的一座天主教堂，並在1986年省級教區與此市教區合併為巴里-比通托總教區後轉為共主教座堂 （页面存档备份，存于）。教堂坐落於比通托歷史城區，起先用來供奉聖瓦倫丁的部分聖髑，但在此後獻名給了升天聖母（義大利語：Maria Santissima Assunta)  。

## 歷史
始建於11至12世紀，大體而言已於12世紀末收工，而後又在13世紀上半葉完善了內外裝飾，如正門，讀經台與置於半圓形後殿的大窗。
從建築風格來看，以巴里聖尼各老聖殿為範本而建造的此教堂被視為普利亞羅曼式風格 （页面存档备份，存于）的成熟典範，基於其華麗雕刻而成的正門與玫瑰窗，比通托主教座堂同時也是普利亞首座拱門上方置有斯芬克斯像，並在位於其左右的懸空柱子處設立了石獅的建築物。在其地下聖堂中還發現了一幅描繪獅鷲的彩石鑲嵌畫。